# 파우 쿠바르시
파우 쿠바르시 파레데스(카탈루냐어: Pau Cubarsí Paredes, 2007년 1월 22일~)는 스페인의 축구 선수로 포지션은 센터백이다. 현재 라리가의 FC 바르셀로나와 스페인 축구 국가대표팀 소속으로 뛰고 있다.
2018년 라 마시아에 들어와 FC 바르셀로나 아틀레틱으로 승격했다. 2023년 7월 FC 바르셀로나와 프로 선수 계약을 체결했고 2024년 1월 바르셀로나 1군 데뷔전을 가졌다. 그는 2024년 트로페 코파 수상 후보로 선정되었다.
스페인 연령별 대표팀을 거쳐 3월 23일 스페인 축구 국가대표팀 대뷔전을 가졌고, 2024년 8월 10일 스페인 U-23 축구 국가대표팀 소속으로 2024 하계 올림픽 우승을 달성했다.

## 구단 경력

### 유소년 경력
2007년 카탈루냐 지로나의 베스카노에서 태어난 쿠바르시는 2018년 FC 바르셀로나로 이적하기 전에 지로나 FC에서 선수 생활을 시작했다. 라마시아를 거쳐, 그는 1-1로 비긴 체코의 빅토리아 플젠과의 경기에서 라민 야말과 일라시 모리바에 이어 UEFA 유스 리그에 데뷔한 세 번째로 어린 선수가 되었다.

### 바르셀로나

#### 23-24 시즌, 1군 데뷔
2023년 4월, 차비 에르난데스 감독의 부름을 받아 처음으로 1군 훈련을 소화한 쿠바르시는 3개월 후인 7월 8일에 구단과 첫 프로 계약을 맺었다. 쿠바르시는 2023-24 시즌을 앞두고 바르셀로나의 프리시즌 선수단에 포함되었다.
2024년 1월 18일, 쿠바르시는 우니오니스타스 데 살라망카 CF와의 코파 델 레이 경기에서 46분에 교체 투입되며 1군 데뷔전을 치렀다. 그리고 쿠바르시의 17번째 생일을 하루 앞둔 라리가 레알 베티스와의 경기에서 첫 선발 데뷔전을 치렀다. 이후 셀타 비고전 까지 8경기 연속 출장하며 바르셀로나 1군에 자리잡았다. 3월 12일, 쿠바르시는 3-1로 이긴 나폴리와의 16강 2차전 경기에서 UEFA 챔피언스리그 대뷔전을 17세 50일 만에 치렀고, 이는 데이비드 알라바의 종전 기록인 17세 258일을 경신한 최연소 선수가 되었다. 쿠바르시는 이 경기에서 좋은 활약으로 POTM에 선정되었다. 이후 파리 생제르맹과의 8강전 1차전에서 킬리안 음바페와 우스만 뎀벨레 상대로 밀리지 않았다. 쿠바르시는 17세 79일의 나이로 챔피언스리그 8강전에 선발 출장하며 CSKA 모스크바의 게오르기 셴니코프가 가지고 있던 기존 기록을 깨고 챔피언스리그 8강전에 출전한 역대 최연소 수비수가 되었다. 2024년 5월 9일 바르셀로나와 바이아웃 500억 유로(약 1조 4850억 원)이 포함된 계약을 2027년 6월 30일까지 연장했다.

#### 24-25 시즌
시즌 시작 전 맨체스터 시티 FC로 다시 돌아간 주앙 칸셀루의 등번호 2번을 배정받았다. 시즌 시작 후 새로 부임한 한지 플리크 감독의 오프사이드 트랩을 활용하는 수비에 핵심적인 역할을 수행했다. 이후 엘클라시코 더비전 경기인 라리가 11라운드 레알 마드리드와의 경기에서 91퍼센트의 패스 성공률을 기록하며 4-0 승리에 기여했다. UEFA 챔피언스리그 FK 츠르베나 즈베즈다 전에서 축구화에 얼굴을 가격당했고 경기 후 10바늘을 꿰메야 하는 수술을 받았다. 수페르코파 데 에스파냐에서 로날드 아라우호와 수비라인을 이뤄 레알 마드리드 상대로 5-2 승리하여 우승하는데 기여했다. 스페인컵 4강전 아틀레티코 마드리드와의 경기에서 코너킥 상황 헤더에 성공하며 성인리그 첫 골이자 동점골을 성공시켰다.

## 국가대표팀 경력

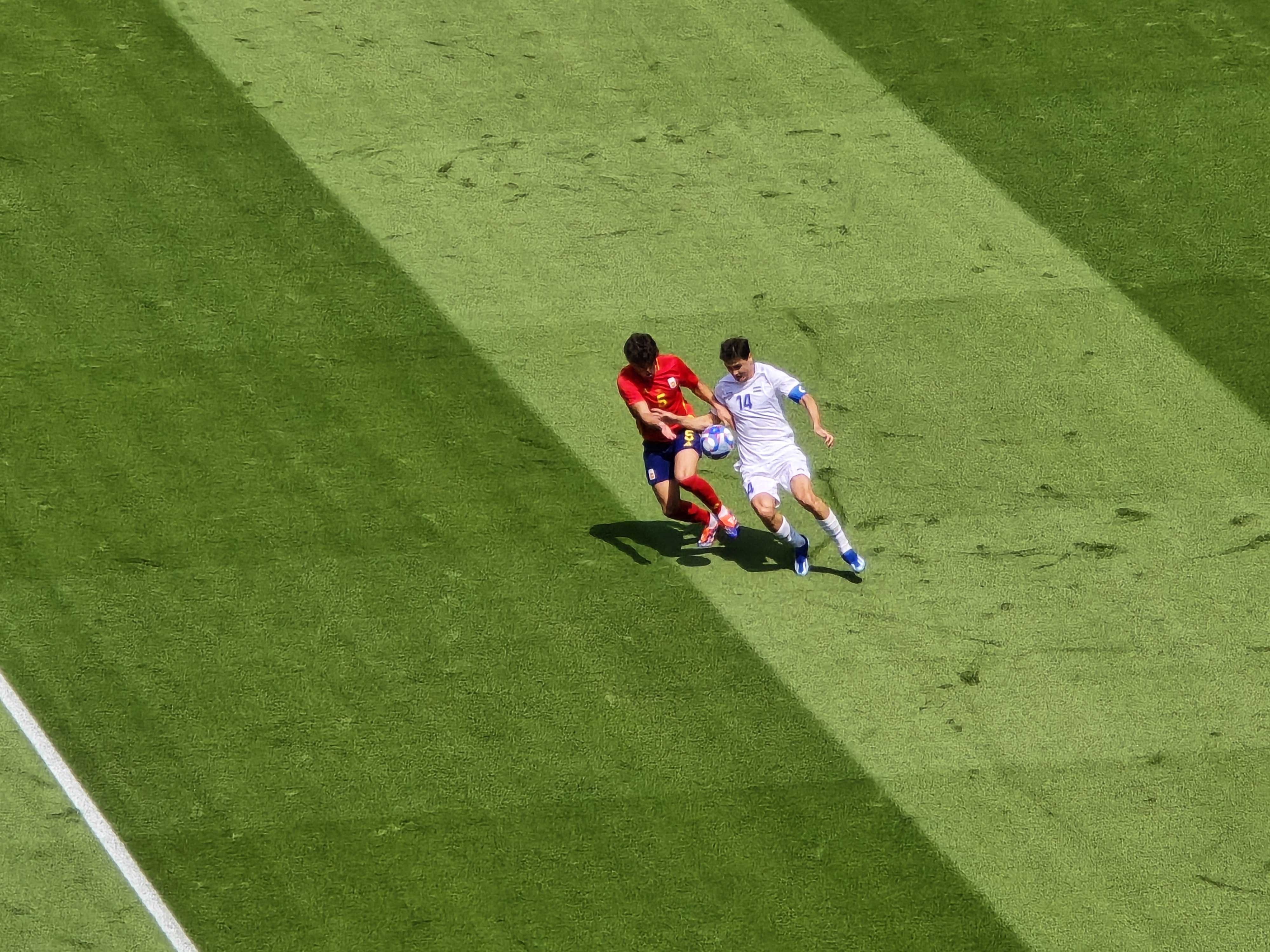
2024 하계 올림픽 우즈베키스탄전에서 엘도르 쇼무로도프를 상대로 수비 중인 쿠바르시

쿠바르시는 15세 이하 대표팀부터 17세 이하 대표팀까지 스페인 국가대표로 출전했다. 2023년 10월 2일 쿠바르시는 인도네시아에서 열리는 FIFA U-17 월드컵에서 스페인 대표팀 최종명단에 선정되었다. 스페인은 8강에서 탈락했지만, 쿠바르시는 타이밍과 포지셔닝을 통해 스프린트 싸움에서 이기는 모습을 보여주었다.
2024년 3월, 쿠바르시는 루이스 데 라 푸엔테 감독에 의해 처음으로 스페인 축구 국가대표팀에 차출되어 콜롬비아와의 친선 경기에서 데뷔했다. 쿠바르시는 83분에 에므리크 라포르트를 대신하여 교체 출전했다. 2005년 세르히오 라모스가 세웠던 기록을 깨고 17세 1개월 28일의 나이로 스페인을 대표하여 뛴 최연소 수비수가 되었고, 라민 야말에 이어 두 번째 최연소 출장 기록을 세웠다.
2024년 5월 27일, 쿠바르시는 UEFA 유로 2024의 29인 예비 명단에 이름을 올렸다. 하지만 2007넌생의 어린 선수를 혹사시킨다는 논란이 일었다. 차비 에르난데스 바르셀로나 감독은 쿠바르시의 국제 대회 출전 가능성과 관련해 연맹에 강력한 메시지를 보냈다. 이전 이미 페드리가 클럽과 국가대표에서 혹사당해 성장세가 떨어진 사건이 있었기 때문에 바르셀로나에서 예민하게 반응했다. 6월 7일, 쿠바르시는 토너먼트 전 최종 명단에서 제외되었다.
쿠바르시는 이후 2024 하계 올림픽에 차출되었다. 하계올림픽에서 바르셀로나 동료인 에리크 가르시아와 주전 수비라인을 이루었다. 결승전 전반 25분 쿠바르시 기점의 페르민 로페스의 두 번째 골의 기점이 되는 패스를 하며 스페인의 올림픽 우승에 기여했다.

## 평가
카디스 CF의 수비수 팔리는 쿠바르시를 향해 "빅터 오시멘을 막아 낸 일은 굉장히 좋았습니다. 쿠바르시는 17살의 나이에 센터백에서 좋은 활약을 보여줍니다. 계속 뛰었으면 좋겠습니다. 저는 센터백이고, 그것을 간절히 원합니다. 그런 센터백을 보는 것은 정말 좋습니다." 라고 이야기했다.
바르셀로나에서 쿠바르시와 함께 뛰었던 일카이 귄도안은 쿠바르시를 "쿠바르시와 라민 야말은 나가서 열심히 플레이하고, 압박감에 대해 신경 쓰지 않는다고 생각한다. 그것이 그들이 특별한 이유다. 그들은 자신이 재능 있는 선수라는 것을 알고 플레이한다." 라고 이야기했다.

## 개인사
쿠바르시는 지금까지 카탈루냐주에서만 살았고 제1언어로 카탈루냐어를 사용한다. 그는 2024년 하계 올림픽에서 스페인 대표로 뛰는 동안 스페인어를 유창하게 하지 못해 인터뷰에 거의 참여하지 않았다고 밝혔다.

## 경력 통계
2025년 2월 2일  기준
| 클럽                | 시즌         | 리그                | 리그    | 리그 | 코파 델 레이 | 코파 델 레이 | 챔피언스 리그 | 챔피언스 리그 | 기타   | 기타 | 합     | 합 |
| 클럽                | 시즌         | 리그                | 경기 수 | 골   | 경기수       | 골           | 경기 수       | 골            | 경기수 | 골   | 경기수 | 골 |
| ------------------- | ------------ | ------------------- | ------- | ---- | ------------ | ------------ | ------------- | ------------- | ------ | ---- | ------ | -- |
| 바르셀로나 아틀레틱 | 2023–24      | 프리메라 페데라시온 | 9       | 0    | —            | —            | —             | —             | —      | —    | 9      | 0  |
| 바르셀로나          | 2023–24      | 라 리가             | 19      | 0    | 2            | 0            | 3             | 0             | 0      | 0    | 24     | 0  |
| 바르셀로나          | 2024–25      | 라리가              | 22      | 0    | 2            | 0            | 8             | 0             | 2      | 0    | 34     | 0  |
| 바르셀로나          | 합           | 합                  | 32      | 0    | 2            | 0            | 7             | 0             | 0      | 0    | 41     | 0  |
| 커리어 총 합        | 커리어 총 합 | 커리어 총 합        | 41      | 0    | 2            | 0            | 7             | 0             | 0      | 0    | 50     | 0  |

1. 1 2  UEFA 챔피언스리그 출장

## 수상 경력
스페인 U-23 축구 국가대표팀
- 2024 하계 올림픽: 금메달[40]

바르셀로나
- 2025 수페르코파 데 에스파냐 우승

개인
- 라리가 U-23 이달의 선수: 2024년 3월[41]
- 국제축구역사통계연맹 남성 청소년(U20) 세계팀: 2024[42]
- 국제축구역사통계연맹 남성 청소년(U20) UEFA 팀: 2024[43]